# ルートヴィヒ・グルーノ・フォン・ヘッセン＝ホンブルク
ルートヴィヒ・グルーノ・フォン・ヘッセン＝ホンブルク（ドイツ語：Ludwig Gruno von Hessen-Homburg, 1705年1月15日 - 1745年10月23日）は、ヘッセン＝ホンブルク家の世子でロシア帝国の元帥。

## 生涯
ルートヴィヒ・グルーノはヘッセン＝ホンブルク方伯フリードリヒ3世と、ヘッセン＝ダルムシュタット方伯ルートヴィヒ6世の娘エリーザベト・ドロテアの息子である。父フリードリヒ3世がオランダに仕えていたため、フローニンゲン（Groningen）の地名からグルーノという名がつけられた。
1722年にギーセン大学で学んでいたが、1年後に父によりロシアに派遣された。ナルヴァ連隊の大佐に任命され、1725年からリガで少将を務めた。ルイーゼ・エリーザベト・フォン・クールラントの孫として、クールラントの相続人となることを望み、ケトラー家の最後のクールラント公である従兄弟のフェルディナントと連絡を取った。また、1730年にロシア女帝になったアンナ・イヴァノヴナとも密接に連絡を取り、サンクトペテルブルクに移った。ルートヴィヒ・グルーノは中将に昇進し、サンクトペテルブルクのすべての軍隊の指揮官となり、高級士官学校の一員に任命された。1728年、ルートヴィヒ・グルーノはサンクトペテルブルクで最初のカルヴァン派教会の建設に加わった。
1732年、コーカサス山脈におけるクリミア・タタール人に対する遠征を成功させ、その後女帝から栄誉と賞を受けた。1734/1735年のポーランド東部における作戦の後、ルートヴィヒ・グルーノは常にライバル関係にあったミュンニヒの指揮下で再びクリミア・タタール人と戦い、1736/1737年にはトルコ人と戦った。ルートヴィヒ・グルーノは将軍の地位を得て、アストラハンとペルシャ属州の総督となった。
ルートヴィヒ・グルーノはロシア女帝エリザヴェータにも好意的であった。エリザヴェータは1742年にルートヴィヒ・グルーノを陸軍元帥に任命し、モスクワの屋敷に加え、リヴォニアの広大な土地を与えた。彼はベルリンの温泉への旅行中に父の死より1年前に死去し、バート・ホンブルク城の地下室に埋葬された。
1738年にイヴァン・ユーリエヴィチ・トルベツコイの娘でモルダヴィア公ディミトリエ・カンテミールの未亡人であったアナスタシヤ・トルベツカヤと結婚したが、子供はいなかった。